# 文鴦
文 鴦（ぶん おう、景初2年（238年） - 永平元年3月8日（291年4月23日））は、中国三国時代から西晋にかけての軍人。魏・呉・西晋に仕えた。字は次騫。本貫は豫州譙郡譙県。祖父は文稷。文欽の中子（真ん中の子、次男）で弟は文虎。「鴦」は幼名で、名は俶（「淑」という記載もある）という。『三国志』と『晋書』に記述が散見される（鮮卑の段文鴦とは別人）。

## 生涯

### 毌丘倹の乱と諸葛誕の乱
幼い頃から、人並み外れた勇気と力を持っていた。
正元2年（255年）、父の文欽と毌丘倹が司馬師の専横に反発し寿春で乱を起こした。文鴦は父に従って司馬師の軍勢と戦った。また彼は18歳にして軍中随一の勇将として知られた。
司馬師は汝陽に駐屯して、鄧艾を楽嘉に派遣した。鄧艾は魏軍が弱いと見せかけて文欽を誘い出し、司馬師も大軍を隠密に楽嘉へ移動させた。文欽が罠にかけられたことを知り引き返そうとしたが、文鴦は父に「まだ勝敗は決していません。城に登って、鼓を打ち、大声をあげれば、魏軍を撃ち破れます」と言った。文鴦は敵を攻め三度騒いだが、父が応じなかったため、退いて父とともに戦線を東に下げた。
司馬師は文欽が逃げたことを知ると、精兵でもって追撃を開始させた。諸将達は「文欽は古強者だし、子の文鴦は若く気鋭です。軍を退いて城に籠っても、未だ損害を被っていないなら、彼らが敗走することはありません」と言った。しかし司馬師は「一度鼓すれば士気が生まれ、二度目は衰え、三度目で尽きる。文鴦が三度も鼓したのに、文欽は応じなかった。その勢いは既に屈している。敗走しないなら何を待っているのだ」と追撃を緩めなかった。文欽が更に逃げようとした時、文鴦は「司馬師に先んずることができず、我が軍の勢いを折ってしまった。このまま退き下がることはできません」と言い、自らを含めた十数騎で魏の陣への急襲を成功させた。この急襲の間に文欽は軍を退却させ、文鴦を連れて共に呉へ亡命した（毌丘倹・文欽の乱）。
その頃、司馬師は悪性の目の瘤を手術していた。術後、あまり経過しない内に帰陣しており、そこへ文鴦の奇襲を受け無理をしたため、片方の目玉が飛び出してしまったという。閏月、病状が悪化したため司馬昭を呼び出し軍を委ね、許昌にて死去した。
甘露2年（257年）、諸葛誕が司馬昭に対して反乱を起こすと、呉の将軍として父と共に諸葛誕の救援に向かった。戦局が悪化すると、文欽と諸葛誕が軍の指揮について対立し始め、文欽は諸葛誕に殺された。この事を聞いた文鴦は、兵を指揮して諸葛誕の元に駆けつけようとしたが、部下達が誰もついて来なかったので文虎と共に司馬昭に降伏した（諸葛誕の乱）。軍吏たちが文鴦を処刑すべきだと進言したが、司馬昭は今ここで文鴦を処刑してしまうと誰も降伏してこなくなると懸念し、彼らを赦した。文鴦は数百の兵を引き連れ、城内の兵に対し「文欽の子ですら許されたのだから、他の者は何の心配があろうか」と降伏を呼びかけた。さらに文鴦が将軍に任じられ、関内侯の爵位も授かったため、城内の兵は動揺した（『三国志』諸葛誕伝）。寿春城が陥落すると、司馬昭は文欽の亡骸を収容することを許した。文鴦は、支給された車牛で故郷まで亡骸を運び、埋葬した。

### 晋の勇将
晋が成立すると、司馬炎（武帝）のときに平虜護軍となった。
咸寧3年（277年）、かねてより涼州一帯で反逆を繰り返していた鮮卑の禿髪樹機能らが、涼州兵の交代時期を狙って屯田兵を誘拐しようとした。文鴦は、司馬駿の統率の下、涼州・秦州・雍州の諸軍を監督し禿髪樹機能の討伐に向かった。文鴦は一斉に軍を進駐させて威圧をかけ、その勢いのまま涼州の異民族を撃破した。その結果、樹機能は侯弾勃や二十の部族を送って、各々人質を差し出し晋に降伏した。このとき、安定、北地、金城郡の諸胡の吉軻羅、侯金多および北虜の熱冏ら二十万口もまたやって来て降服した。
この戦いで文鴦は天下に名声を馳せたという。太康年間（280年～289年）に東夷校尉・仮節となり、赴任前に司馬炎に謁見した。しかし司馬炎は、彼に面会するや否や嫌悪感を覚え、密かに監司を唆し「文淑は陽遂四望車を造り、その装飾が規則を違反している」と上奏させ免職にした。
永平元年（291年）、恵帝のときに賈皇后（賈南風）がクーデターを起こし、実権を握っていた楊駿一党を殺害した。クーデタ―に参加した東安公司馬繇は諸葛誕の外孫に当り、母が諸葛誕の娘であった。司馬繇は母の一族たる己に文鴦が復讐することを恐れ、文鴦を殺さんと謀り彼の叛逆を誣告した。その為に文鴦の三族は皆殺しとなり、文鴦も殺された（『晋書』司馬繇伝）。

### 逸話
『史通』によると、魏代の野史には「文鴦が侍講すると（声の大きさで）屋敷の瓦が飛んでいった」という逸話があったという（ただし事実ではなかろうと論破している） 。
諸葛誕の乱の時、『太平御覧』の引く『魏末伝』によると「文鴦兄弟らは陥落時に真っ先に入り、諸葛誕を殺すとその肝を喰らった。」とある。しかし、『三國志』では「出撃した諸葛誕を胡奮が斬った」とあり、死亡時の記述に差異がある。
また文鴦の武名は実際に広まっていたようで、少し後の李庠（李特の三弟）は弓馬敏捷にして膂力は人に勝り、当時の人から「文鴦のようだ」と評されていた。

## 三国志演義の文鴦
小説『三国志演義』にも毌丘倹の乱で、反乱軍の将として登場する。身長八尺にして全身を鎧で覆い、腰に鋼鞭を付け、槍を馬上に携えた勇将で、魏との戦闘では単騎で軍中を駆け抜け戦う様は、趙雲に匹敵すると詩でうたわれている。因みに「横山三国志」には登場しない。